# Битка за Сингапур
Битка за Сингапур водила се током Другог светског рата када су снаге Јапанског царства напале утврђени савезнички град Сингапур. Борбе су трајале од 7. до 15. фебруара 1942. и резултовале су јапанским заузимањем града и највећом предајом британских снага и њихових савезника до тада. Око 80.000 индијских, аустралијских и британских војника постали су ратни заробљеници, уз око 50.000 заробљених током инвазије Малаје.

## Позадина
У 19. веку Британци су овладали Сингапуром што им је омогућило да контролишу поморски саобраћај и трговину у југоисточном делу Азије. Више од 100 година њихова превласт је била потпуна. 1930-их ојачао је јапански империјализам који је почео да угрожава колоније европских сила. Тако је на Сингапуру изграђен низ фортификација како би се спречио јапански десант с мора. Британци су Сингапур прогласили новим Гибралтаром како би нагласили да је неосвојив.

## Битка
Јапанци нису били нимало импресионирани арогантним држањем Британаца већ су припремали сопствене снаге за једну од својих највећих побједа у историји. Сингапур је био бомбардован већ 8. децембра 1941. (због временске разлике то се догодило истовремено с почетком напада на Перл Харбор). Британци су на јапанску флоту послали бојни брод Принц од Велса и бојни крсташ Рипалс, али оба брода су Јапанци потопили у бици код Куантана са око 90 авиона послатих из база у окупираној Француској Индокини. Британци су сматрали да им највећа претња долази од директног поморског десанта на острво. Јапанци су се међутим искрцали у Малаји и Тајланду и с лакоћом победили британске, аустралијске и индијске јединице ненавикле на борбе у прашуми.
С отприлике 65.000 војника јапански генерал Јамашита, са надимком Тигар с Малаје напредује кроз џунглу према сингапурском утврђењу. Иако бројнији Британци никако нису могли да зауставе јапанско надирање, а након битке код Јитре, гдје су претрпели пораз у сталном су повлачењу. У изузетно кратком року од само десет недеља јапанске јединице прешле су кроз 600 km тешко проходних малајских џунгли и дошле иза леђа британском утврђењу, са северне стране одакле британски стратези пре рата нису очекивали непријатеља. Завршни јапански напад на утврђење почео је 8. фебруара 1942. године и трајао до 15. фебруара када је сваки отпор британских снага престао. Британски командант, генерал-пуковник Артур Персивал, потписао је предају неосвојивог сингапурског утврђења, иако му је премијер Винстон Черчил заповедио да истраје у одбрани до краја.

## Последице
Британски губици токо борби за Сингапур су биили тешки, са укупно 85.000 заробљених припадника својих снага, поред губитака током претходних борби у Малаји. Око 5.000 је било убијено или рањено, од чега су Аустралијанци чинили већину. Јапански губици током борби за Сингапур били су 1.714 мртвих и 3.378 рањених. Током цело седамдесетодневне кампање у Малаји и Сингапуру укупни британски губици си 8708 убијаних и рањених и око 130.000 заробљених, док су јапански губици током овог периода износили 9.824 жртава борби. За ово време Јапанци су напредовали 1050 км од Сингоре у Тајланду до јужне обале Сингапура брзином од 14 км дневно.